# Omagua (langue)
L'omagua est une langue tupí-guarani étroitement liée au cocama (Michael 2014), appartenant au sous-groupe du groupe III de la famille Tupí-Guaraní, selon la classification de la famille par Rodrigues. Les autres noms d'Omagua comprennent : Agua, Anapia, Ariana, Cambeba, Cambeeba, Cambela, Campeba, Canga-Peba, Compeva, Janbeba, Kambeba, Macanipa, Omagua-Yete, Pariana, Umaua, Yhuata. Lorsque les Européens sont arrivés pour la première fois en grand nombre dans le bassin ouest de l'Amazone à la fin du XVIIe siècle et au début du XVIIIe siècle, l'omagua était parlé par environ 100 000 personnes dans deux zones principales : le long du fleuve Amazone proprement dit, entre l'embouchure du fleuve Napo et le fleuve Jutaí, et à proximité du fleuve Aguarico, un affluent du cours supérieur du fleuve Napo. À cette époque, les locuteurs de l'omagua vivaient donc dans des régions correspondant à l'Amazonie péruvienne orientale moderne, à l'Amazonie brésilienne occidentale et à l'Amazonie équatorienne orientale. Ces populations d'Omagua ont été décimées par la maladie, les raids d'esclaves portugais et les conflits avec les autorités coloniales espagnoles au début du XVIIIe siècle.  En 2011, l'omagua était parlé par "moins de dix personnes âgées" au Pérou, et par un certain nombre de semi-locuteurs près de la ville de Tefé au Brésil, où la langue est connue sous le nom de Cambeba (Grenand et Grenand 1997).

## Écriture
| a | ch | ë | i | ɨ | k | m | n | p | r | s | sh | t | ts | u | w | y |